# Gaspard-Gustave de Coriolis
Pour les personnes ayant le même patronyme, voir Coriolis.
Gaspard Gustave de Coriolis (prononcer [kɔʁjɔlis] ; parfois simplement nommé Gustave Coriolis) est un mathématicien et ingénieur français, né le 21 mai 1792 à Paris où il est mort le 19 septembre 1843.
Il a donné son nom à l'accélération de Coriolis, de laquelle découle la force de Coriolis, laquelle affecte le mouvement des corps dans un référentiel en rotation.

## Jeunesse et formation

### Contexte familial

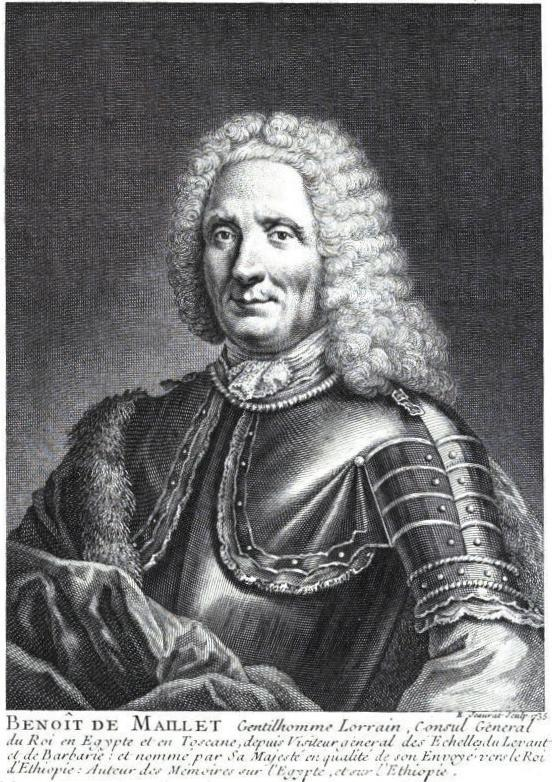
Benoît de Maillet (1656-1738), ancêtre de la mère de Coriolis. Diplomate, il est un précurseur de la théorie de l'évolution et apparaît comme la seule figure savante de la famille de Coriolis.

Gaspard Gustave de Coriolis naît à Paris le 21 mai 1792, ce qui en fait le contemporain, entre autres, de Carnot, Fresnel, Navier et Cauchy. Il est l'aîné d'une fratrie de six enfants : trois sont morts en bas âge ; son frère, Jean-François Prosper de Coriolis, naît en 1800 mais meurt prématurément ; enfin, sa sœur, Cécile de Coriolis (1803-1886), lui survivra.
Son père, Jean-Baptiste Elzéar de Coriolis (1754-1811), est issu d'une famille influente au sein de la noblesse de robe provençale. Joseph-Édouard, le père d'Elzéar, tient en effet la fonction de conseiller au Parlement d'Aix, où il est fait mention de la famille de Coriolis dès 1487. Elzéar a trois frères plus âgés ; si les deux aînés ont une confortable situation de notables, au point d'être qualifiés « d'hommes d'Ancien Régime », il en va différemment du cadet, Gabriel, qui mène une existence agitée d'officier puis de caboteur aux Antilles françaises. Elzéar embrasse lui aussi une carrière militaire, participant entre autres, comme son frère, à la campagne d'Amérique avec Rochambeau au début des années 1780. Cette vie, si elle le laisse le plus souvent désargenté, est empreinte d'aventure, au point qu'Elzéar a même parfois été perçu comme un « baroudeur ». En outre, elle le conduit à se marier tardivement, le jour de ses trente-sept ans, le 17 mai 1791. Sa sœur Cécile se marie avec le physicien Eugène Péclet.
La mère de Coriolis, Marie Sophie de Maillet, originaire de Nancy, est membre d'une famille d'aristocrates établie de longue date en Lorraine. Son grand-père, le comte Charles Czerneck d'Essoffy, officier d'ascendance hongroise au service du roi Louis XV, est chargé du commandement d'un régiment de hussards allemands. Parmi les ancêtres de la mère de Coriolis figure également Benoît de Maillet (1656-1738), consul de France en Égypte, puis à Livourne, au tournant du XVIIIe siècle. En sus de ses activités diplomatiques, celui-ci s'adonne à diverses occupations savantes, tantôt rédigeant une Description de l'Égypte, tantôt menant des recherches sur le retrait de la mer. Il suggère ainsi, plus d'un siècle avant les travaux de Charles Darwin, que l'origine de la vie terrestre ait été océanique. Benoît de Maillet apparaît comme le seul homme de sciences dans la famille de Coriolis.
La naissance de Gaspard Gustave intervient dans une période mouvementée de la Révolution française. La monarchie constitutionnelle, fraîchement instaurée, est menacée par la guerre avec l’Autriche, où les armées françaises commencent à subir plusieurs défaites en avril 1792. Ces événements laissent craindre à l'Assemblée nationale la préparation d'une contre-révolution par des officiers proches de Louis XVI, si bien qu'elle décide de dissoudre la garde du Roi. Elzéar, capitaine dans cette unité depuis quelques mois, se retrouve ainsi licencié une semaine après la naissance de son fils. S'il revient une dernière fois combattre pour le roi, lors de la prise des Tuileries, aux côtés de plusieurs officiers loyaux et des Gardes suisses, il doit toutefois mettre en suspens sa carrière militaire.

### Coriolis, aristocrate et polytechnicien
À la fin de l'année 1792, la famille de Coriolis part s'installer à Nancy, Elzéar désirant s'éloigner des remous causés par les révolutionnaires à la capitale. Ayant perdu son rang d'officier, et par là, le traitement dont il bénéficiait, celui-ci est contraint de travailler : il fonde une fabrique de tabacs, puis s'associe avec un industriel nancéien, fabricant réputé de papiers peints. Les activités du père de Coriolis croissent au point qu'un « certain luxe » s'installe dans la maisonnée. Cette aisance financière retrouvée amène Elzéar à inscrire dans un internat de la ville le jeune Gaspard Gustave. Ce dernier suscite rapidement des attentes chez son professeur, si bien que celui-ci empêche Elzéar de suspendre l'éducation de son fils lorsque ses finances redeviennent précaires, en 1804. Gaspard Gustave témoigne avec précocité de remarquables capacités scientifiques, ce qui le conduit à étudier en classe de mathématiques spéciales alors qu'il est âgé de quatorze ans seulement.
Coriolis se présente en 1808 au concours d'admission à l'École polytechnique, où il entre classé 8e sur les 157 élèves admis,. Plusieurs hypothèses ont été avancées afin d'expliquer le choix d'une carrière scientifique, laquelle n'était pas commune dans une famille davantage rompue au service des armes ou au négoce. Si la motivation principale du jeune Gaspard Gustave tient dans son goût prononcé pour les mathématiques, l'essayiste et biographe Alexandre Moatti ajoute que les multiples difficultés rencontrées au cours de la Révolution par son père, dont il n'a pas hérité du caractère « d'aventurier », ont pu l'inciter à se bâtir une certaine stabilité sociale et financière. Toujours est-il que ce choix a pu susciter, sinon de la perplexité, du moins de l'étonnement chez certains membres de sa famille ; ainsi, un de ses cousins tentera quelques années plus tard de le dissuader de devenir « maître d'École ». Pour Moatti, Gaspard Gustave de Coriolis illustre ici un nouvel aspect de la méritocratie fraîchement instituée : si elle permet à de jeunes gens de condition modeste d'occuper de hautes fonctions au sein de l'État, elle offre également à de jeunes aristocrates la possibilité d'exercer des professions scientifiques et de s'éloigner du milieu noble dont ils sont issus.

### Ingénieur des ponts et chaussées

#### Fin de formation
Coriolis intègre l'École polytechnique le 1er novembre 1808, où il reste élève jusqu'en 1810. Sitôt admis, les problèmes financiers dont son père est coutumier le rattrapent, puisqu'Elzéar, même s'il a retrouvé le rang d'officier au sein des armées impériales, éprouve des difficultés à payer les droits de scolarité, lesquels avaient été rétablis par Napoléon Ier. En février 1809, Elzéar obtient néanmoins une remise de la moitié des frais, après sollicitation du gouverneur de l'École, Jean-Girard Lacuée. En 1810, Coriolis quitte Polytechnique à la 11e place du classement de sortie, ce qui lui permet d'entrer dans le Corps des ponts et chaussées. À l'époque, le Corps des ponts est en effet le choix ayant la faveur des meilleurs polytechniciens, puisque l'École des ponts et chaussées, fondée en 1747, est alors deux fois plus ancienne que la récente École des mines, fondée en 1783 : ainsi apparaît-elle plus prestigieuse et attire-t-elle les meilleurs élèves, parmi lesquels figurent de futurs grands savants, tels Gay-Lussac, Cauchy ou encore Fresnel. Coriolis n'échappe pas à la tendance et poursuit donc ses études aux Ponts et Chaussées, où il est incorporé le 20 novembre 1810.
Si le passage de Coriolis en école d'application est bref, puisqu'il dure six mois et s'achève en avril 1811, il demeure marqué par la mort de son père, laquelle peine le jeune polytechnicien, qui laisse transparaître son chagrin dans sa correspondance avec sa cousine. Sur le plan scientifique, Coriolis se distingue lors d'un concours organisé par l'École : il rédige un mémoire portant sur les moments, pour lequel il reçoit le second prix dans la catégorie « Mécanique appliquée », derrière son camarade de promotion, Jean Baptiste Bélanger,. À sa sortie des Ponts et Chaussées, Coriolis est affecté en Haute-Garonne et dans le Tarn, où il effectue ses premiers stages ; il y dresse entre autres des plans des localités. Les tâches exécutées par Coriolis suscitent la satisfaction de l'ingénieur en chef en poste à Albi, qui en témoigne au directeur de l'École des ponts et chaussées : ainsi décrit-il le jeune ingénieur comme un élève « assidu et laborieux », dont il apprécie « le zèle, l'activité et l'intelligence » tout comme la « conduite sage et honorable ».

#### Le service au sein du Corps des ponts

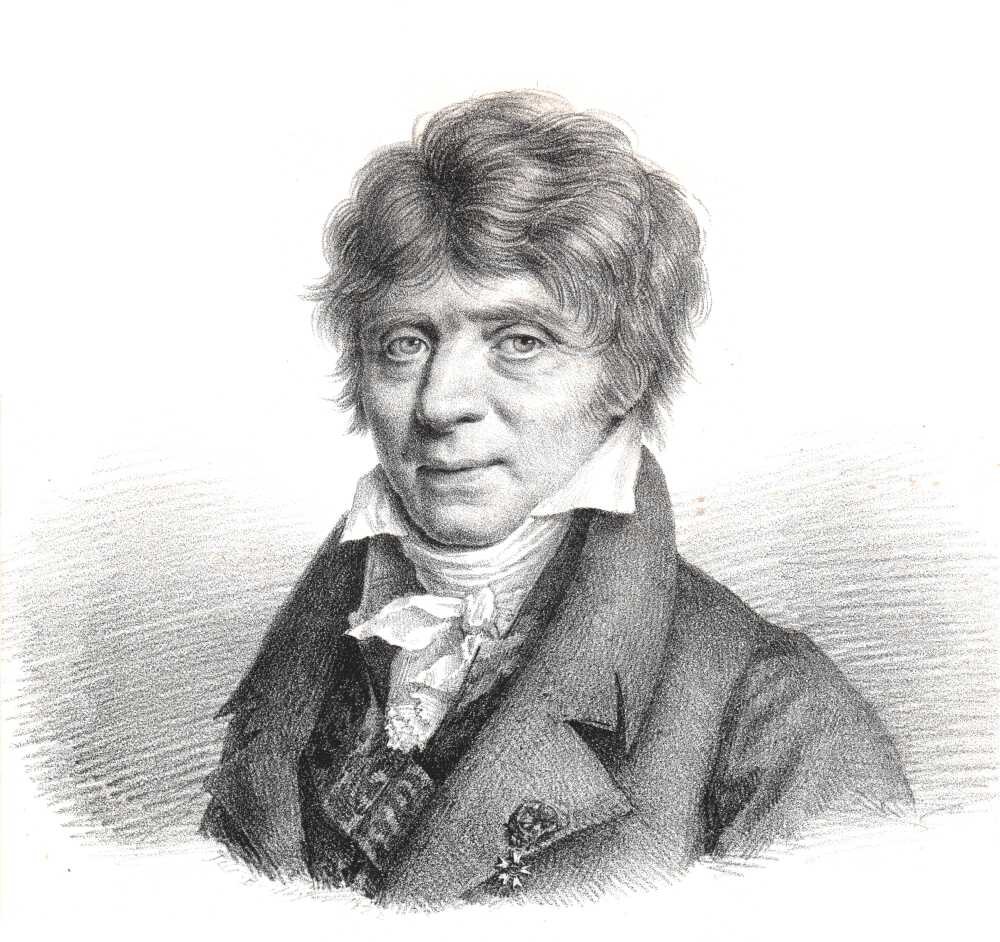
Gaspard Riche de Prony, ingénieur des ponts chargé d'un grand projet d'assèchement des Marais pontins, pour qui Coriolis travaille pendant quelques semaines en mai 1812.

Après cette première affectation, Coriolis est rappelé à Paris en mai 1812, afin d'assister Gaspard Riche de Prony, directeur de l'École des ponts, ce dernier ayant été chargé par Napoléon Ier de la conduite d'un grand projet d'assainissement des Marais pontins en 1805. Cette vaste zone marécageuse du Latium fait alors partie des départements français d'Italie, et les travaux hydrauliques décidés par l'empereur s'inscrivent dans une politique d'annexion dont Prony est un instrument central. Si ce projet d'ingénierie suscite à son lancement le même enthousiasme que l'expédition scientifique de la campagne d'Égypte auparavant, il finit par s'enliser et, faute de crédits, ne voit pas le jour, si bien que Coriolis y travaille seulement quelques semaines. Pour cette raison, Alexandre Moatti avance que cette tâche, tout comme l'idée de travailler avec Prony, homme déjà assez âgé, ne devaient pas lui paraître très stimulantes.
Le 1er octobre 1812, Coriolis reçoit une nouvelle mission pour le Corps des ponts : il est envoyé dans le département de Jemmapes, où il doit y superviser la construction d'une route reliant Vervins à Givet. Toutefois, il a contracté une maladie à la fin de septembre, et celle-ci l'empêche de rejoindre son affectation. Un certificat médical conservé stipule que le jeune ingénieur est sujet à une « fièvre maligne dont les suites occasionnent une débilité générale de toutes les fonctions et une maigreur considérable ». En novembre 1812, Coriolis part en convalescence chez sa famille, en Lorraine. En effet, Gaspard Riche de Prony, et par la suite l'ingénieur en chef Mangin, en poste à Nancy, sollicitent le comte Molé, directeur du Corps des ponts, afin qu'il accorde un arrêt prolongé à Coriolis, tant la santé de celui-ci est dégradée :

« [Coriolis] est attaqué d'une maladie qui, non seulement ne lui permet pas de se rendre à Mons, mais qui vraisemblablement l'empêchera de se livrer à aucune occupation sérieuse pendant le reste de la campagne [d'assèchement des Marais pontins]. »

— Gaspard Riche de Prony, lettre au comte Molé, 24 septembre 1812

« Ce jeune homme est dans un état de faiblesse tel qu’il lui serait impossible de s’occuper et encore moins de supporter un voyage dans cette saison rigoureuse ; son désir de reprendre le plus tôt possible le cours de ses études… »

— Ingénieur en chef Mangin, lettre au comte Molé, 22 décembre 1812

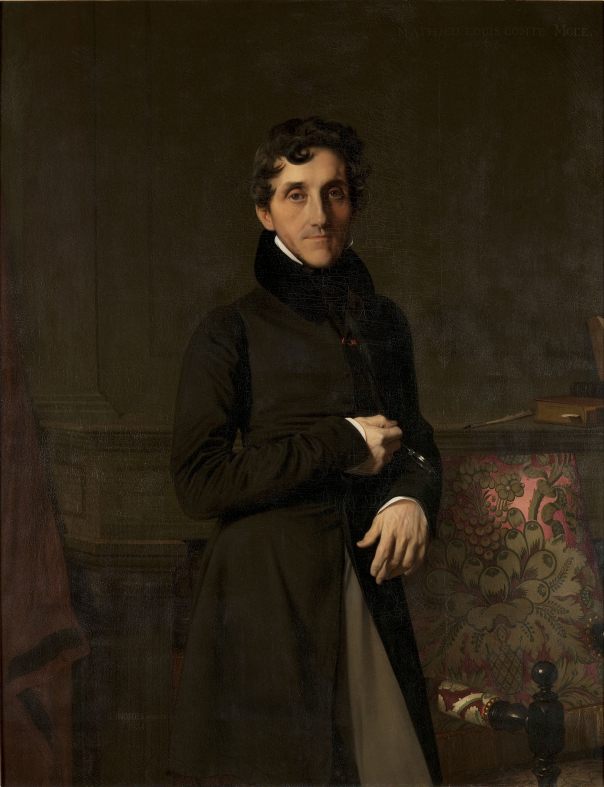
Le comte Molé (peint par Ingres en 1834), directeur du Corps des ponts et chaussées au début de la carrière de Coriolis.

Coriolis demeure une année entière parmi les siens, se remettant peu à peu de son infection, dont Alexandre Moatti suggère qu'elle ait pu être la première manifestation de la maladie dont Coriolis mourra. Par la suite, Coriolis désire reprendre ses occupations au sein du Corps : lorsqu'il informe le comte Molé de son rétablissement en octobre 1813, il le prie de l'affecter à une tâche où il puisse « être employé d'une manière plus active ». Ainsi est-il envoyé dans le département du Nord en décembre 1813, en poste à Lille. À la fin du mois de juin 1815, une semaine après la bataille de Waterloo, Coriolis se retrouve piégé à Cambrai, ultime et éphémère poche de résistance impériale assiégée par les armées coalisées : il y voit se conclure l'interlude des Cent-Jours. Par ailleurs, la santé du jeune ingénieur commence à nouveau à décliner, ce qu'il attribue au climat humide et froid auquel il ne réussit pas à s'accoutumer ; aussi sollicite-t-il le comte Molé dès avril 1815 afin que ce dernier lui procure une affectation en Lorraine. Le directeur du Corps des ponts accède favorablement à la requête de Coriolis, lequel obtient en octobre un poste dans le département des Vosges, à Épinal.
Selon les biographes de Coriolis, la rudesse du climat du Nord de la France ne suffit pas à expliquer cette demande, le climat lorrain n'étant guère plus favorable. D'une part, Coriolis voulait rejoindre et soutenir financièrement ses proches dont la vie avait été rendue délicate par la disparition d'Elzéar en 1811. D'autre part, Alexandre Moatti avance que le service ordinaire du Corps des ponts ne devait pas plaire au jeune ingénieur : ainsi, quitte à devoir conduire des tâches peu scientifiques, il aurait préféré le faire à proximité de sa famille, d'où sa sollicitation. Le goût des sciences qui animait Coriolis n'était pas inconnu de ses supérieurs : dès 1812, l'ingénieur en chef de Nancy avait ainsi suggéré au comte Molé d'affecter Coriolis à un poste où celui-ci aurait pu mettre à profit ses « connaissances théoriques ». Coriolis lui-même reconnaîtra, des années plus tard, que lorsqu'il était au service ordinaire du Corps des ponts, « il fut obligé d'abandonner les sciences spéculatives ».
Sous le Premier Empire, le service territorial du Corps des ponts devient très structuré et centralisé : dans chaque département, un ingénieur en chef dirige quelques ingénieurs ordinaires, lesquels supervisent les conducteurs des travaux sur le terrain. Les responsabilités des ingénieurs tiennent alors davantage de la gestion et de l'intendance que des sciences, comme le souligne François Arago dans sa notice biographique de l'ingénieur Fresnel : 

« [...] Niveler de petites portions de route ; chercher, dans la contrée placée dans sa circonscription, des bancs de cailloux ; présider à l'extraction de ces matériaux ; veiller à leur placement sur la chaussée ou dans les ornières ; exécuter, çà et là, un ponceau sur des canaux d'irrigation ; rétablir quelques mètres de digue que le torrent a emportés dans sa crue ; exercer principalement sur les entrepreneurs une surveillance active ; vérifier leurs états de compte, toiser scrupuleusement leurs ouvrages, telles étaient les fonctions fort utiles, mais très peu relevées, très peu scientifiques, que Fresnel eut à remplir pendant huit à neuf années dans la Vendée, dans la Drôme, dans l'Ille-et-Vilaine. »

— François Arago, Éloge d'Augustin Fresnel

## Carrière scientifique
En octobre 1816, un an après son affectation à Épinal, Coriolis écrit au ministre de l'Intérieur afin de lui soumettre sa candidature à un poste vacant de répétiteur du cours d'analyse et de mécanique donné par Augustin Cauchy à l'École polytechnique. S'il n'est pas établi avec certitude que son ascendance noble l'ait favorisé, sa demande trouve néanmoins l'appui de l'astronome Delambre, directeur de l'Observatoire de Paris et membre influent de l'Académie des sciences, en sa qualité de secrétaire de la section de sciences mathématiques et en dépit de ses liens avec le régime impérial, lesquels le compromettent dès 1815. Outre ce soutien d'envergure, Coriolis, assurant dans sa lettre de candidature son « dévouement au Roi » passe pour un ingénieur qui s'est peu mêlé aux entreprises de l'Empire, et dont la jeunesse et les qualités scientifiques sont appréciées. Aussi est-il informé le 10 janvier 1817 de sa nomination au poste de répétiteur.
En 1829, il devient professeur d'analyse géométrique et de mécanique générale à l'École centrale des arts et manufactures, dont l'un des fondateurs, Eugène Péclet, est devenu ultérieurement son beau-frère en épousant sa sœur Cécile. Après la Révolution de 1830, le poste de Cauchy, qui avait refusé de cautionner le nouveau régime, lui est proposé à l'École polytechnique, poste qu'il décline pour pouvoir consacrer plus de temps à ses activités de recherche. À partir de 1831, il enseigne avec Henri Navier la mécanique appliquée à l'École des ponts. En 1836, à la mort de Navier, Coriolis occupe son poste à l'École des ponts et sa place à l'Académie des sciences où il est élu membre le 28 janvier 1836 (section de mécanique).
En 1838, Coriolis, alors ingénieur en chef du Corps des ponts et chaussées, décida d'arrêter l'enseignement afin de devenir directeur des études à l'École polytechnique, à la mort de Pierre Louis Dulong. D'une santé fragile, il ne peut plus, à cette date, assurer le cours de Mécanique appliquée aux constructions et aux machines. Souffrant, il demande à démissionner de Polytechnique, mais le général commandant l’École décide de le maintenir en fonction jusqu'à sa mort en 1843. Il est inhumé au cimetière du Montparnasse (12e division - 1 Ouest - 12 Nord).

## Apports aux sciences

### Force de Coriolis
On le connaît surtout pour le théorème de mécanique qui porte son nom et pour la force de Coriolis qui correspond à une loi de la cinématique : « Toute particule en mouvement dans l'hémisphère nord est déviée vers sa droite (vers sa gauche dans l'hémisphère sud) ». Dès 1735, George Hadley, avocat anglais et météorologue amateur, cherchant à comprendre la direction constante des alizés, avait expliqué la direction vers l'ouest de la circulation de surface de ces vents en tenant compte de la rotation de la Terre.

### Notion de travail
Dans son livre Du calcul de l'effet des machines (1829) il nomme « travail » la quantité {\displaystyle \textstyle \int {\vec {f}}\ {\vec {dl}}} usuellement appelée à cette époque puissance mécanique, quantité d'action ou effet dynamique en précisant l'ambiguïté qu'apportent ces expressions : il les considère inappropriées. Avec lui et Jean-Victor Poncelet (1788-1867), le théorème de l'énergie cinétique prend sa forme quasi-définitive et l'enseignement de la mécanique sera « dépoussiéré ». La question des unités et de l'homogénéité des formules est devenue fondamentale. Nombreux seront ses articles dans le Dictionnaire de l'industrie.

### La chaînette de Coriolis
Dans la construction des arches et des ponts suspendus, est mise en œuvre la courbe de la chaînette renversée qui permet de suivre et de contenir la ligne de poussée. Une variante de la courbe de la chaînette est la courbe de la chaînette d'égale résistance (catenary of equal strength), courbe dite aussi « chaînette de Coriolis » ou « courbe du log cosinus ». Coriolis publie son étude en 1836 dans le Journal de mathématiques pures et appliquées.

## Publications
La liste des œuvres de Coriolis a été établie par Alexandre Moatti.

### Articles scientifiques
- « Théorèmes appartenant à la géométrie de la règle », Annales de mathématiques pures et appliquées, vol. 9,‎ 1819, p. 289-291 (lire en ligne)  — Bien qu'il n'ait pas été signé, l'article est néanmoins attribué à Coriolis[m 34].
- Sur une nouvelle dénomination et sur une nouvelle unité à introduire dans la dynamique, Académie des sciences, août 1826, article introduisant la notion de Travail.
- « Mémoire sur le principe des forces vives dans les mouvements relatifs des machines », Journal de l'École polytechnique, vol. 13, no 21,‎ septembre 1832, p. 268-302 (lire en ligne)  — L'article fut originellement présenté à l'Académie des sciences le 6 juin 1831, avant d'être publié l'année qui suivit[m 35].
- « Mémoire sur la manière d’étendre les différents principes de mécanique pour des systèmes de corps, en les considérant comme des assemblages de molécules », Journal de l'École polytechnique, vol. 15, no 24,‎ 1835, p. 93-125 (lire en ligne).
- « Mémoire sur les équations du mouvement relatif des systèmes de corps », Journal de l'École polytechnique, vol. 15, no 24,‎ 1835, p. 142-154 (lire en ligne).

### Livres
- Gaspard-Gustave de Coriolis, Du calcul de l'effet des machines, ou considérations sur l'emploi des moteurs et sur leur évaluation, pour servir d'introduction à l'étude spéciale des machines, Paris, Carilian-Gœury, Libraire des corps royaux des ponts et chaussées et des mines, 1829 (lire sur Wikisource).
- Gaspard-Gustave de Coriolis, Théorie mathématique des effets du jeu de billard, Paris, Carilian-Gœury, Libraire des corps royaux des ponts et chaussées et des mines, 1835, 175 p. (lire sur Wikisource).

- Réédition du précédent, précédée d'une biographie et suivie des deux célèbres Mémoires publiés en 1832 et 1835 dans le Journal de l'École Polytechnique : 
1) Sur le principe des forces vives dans les mouvements relatifs des machines 
2) Sur les équations du mouvement relatif des systèmes de corps, 
éd. Jacques Gabay, 1990 (lire en ligne).

## Hommages
- Son nom figure dans la liste des soixante-douze noms de savants inscrits sur la tour Eiffel[10].
- Un bâtiment à énergie positive de l'École des ponts, inauguré en 2013, porte son nom.
- Son nom a été donné à un navire de recherche du Québec : le Coriolis II.
- Un cratère de la Lune porte son nom : le cratère Coriolis.
- Un institut de recherches transdisciplinaires sur le développement durable a été créé en 2009 à l'École polytechnique sous le nom d'Institut Coriolis.
- Les élèves de l'École polytechnique donnèrent dans leur argot le nom de corio aux fontaines à eau que Coriolis fit installer dans les salles d'étude.
- Le projet océanographique Coriolis impliquant notamment le CNES, le CNRS, l'Ifremer porte son nom.
- La Météopôle, cœur scientifique, technique et opérationnel de Météo-France se trouve 42 avenue Gaspard-Coriolis à Toulouse.
- Dans la saga Dune de Frank Herbert, les mortelles tempêtes coriolis sur la planète d'Arrakis sont un hommage au scientifique.
- La plateforme Coriolis à Grenoble[11], plus grande plateforme tournante au monde destinée à l'étude des écoulements géophysiques, a été nommé en sa mémoire.
- La principale salle de conférence de l'Observatoire Midi-Pyrénées porte le nom de Coriolis.
- L'astéroïde (16564) Coriolis.